# Aromobates
Aromobates – rodzaj płazów bezogonowych z podrodziny Aromobatinae w rodzinie Aromobatidae. 

## Zasięg występowania
Rodzaj obejmuje gatunki występujące w Cordillera de Mérida w Wenezueli i sąsiedniej Kordylierze Wschodniej w Kolumbii.

## Systematyka

### Etymologia
- Aromobates: gr. αρωμα arōma, αρωματος arōmatos „przyprawa, aromatyczny korzeń”; βατης batēs „piechur”, od βατεω bateō „stąpać”, od βαινω bainō „chodzić”[2].
- Nephelobates: gr. νεφελη nephelē „chmura”; βατης batēs „piechur”, od βατεω bateō „stąpać”, od βαινω bainō „chodzić”[3]. Gatunek typowy: Phyllobates alboguttatus Boulenger, 1903.

### Podział systematyczny
Do rodzaju należą następujące gatunki:
- Aromobates alboguttatus (Boulenger, 1903)
- Aromobates cannatellai Barrio-Amorós & Santos, 2012
- Aromobates capurinensis (Péfaur, 1993)
- Aromobates duranti (Péfaur, 1985)
- Aromobates ericksonae Barrio-Amorós & Santos, 2012
- Aromobates haydeeae (Rivero, 1978)
- Aromobates leopardalis (Rivero, 1978)
- Aromobates mayorgai (Rivero, 1980)
- Aromobates meridensis (Dole & Durant, 1972)
- Aromobates molinarii (La Marca, 1985)
- Aromobates nocturnus Myers, Paolillo-O. & Daly, 1991
- Aromobates ornatissimus Barrio-Amorós, Rivero & Santos, 2011
- Aromobates orostoma (Rivero, 1978)
- Aromobates saltuensis (Rivero, 1980)
- Aromobates serranus (Péfaur, 1985)
- Aromobates tokuko Rojas-Runjaic, Infante-Rivero & Barrio-Amorós, 2011
- Aromobates walterarpi La Marca & Otero-López, 2012
- Aromobates zippeli Barrio-Amorós & Santos, 2012